# 16929 Hurník
16929 Hurník là một tiểu hành tinh vành đai chính với chu kỳ quỹ đạo là 1950.7942496 ngày (5.34 năm).
Nó được phát hiện ngày 31 tháng 3 năm 1998 bởi nhà thiên văn học Séc Petr Pravec ở Đài thiên văn Ondřejov. Nó được đặt theo tên nhà soạn nhạc Séc Ilja Hurník.